# Triatlo nos Jogos Olímpicos de Verão da Juventude de 2010 - Revezamento
A prova revezamento do triatlo nos Jogos Olímpicos de Verão da Juventude de 2010 foi disputada no dia 19 de agosto no Parque Costa Este, em Cingapura. Cada equipe representou um continente e foi composta por dois rapazes e duas moças, totalizando quinze na disputa.

## Medalhistas
| Europa 1                                                         | Oceania 1                                                  | Américas 1                                                |
| Eszter Dudas Miguel Valente Fernandes Fanny Beisaron Alois Knabl | Ellie Salthouse Michael Gosman Maddie Dillon Aaron Barclay | Kelly Whitley Kevin McDowell Adriana Barraza Lautaro Díaz |

## Resultados
| Pos.              | Nº partida | Equipe     | Triatletas                                                                                           | Tempo individual        | Tempo total | Diferença |
| ----------------- | ---------- | ---------- | --- | ----------------------- | ----------- | --------- |
| Medalha de ouro   | 1          | Europa 1   | HUN Eszter Dudas POR Miguel Valente Fernandes ISR Fanny Beisaron AUT Alois Knabl                     | 20:46 18.58 21:11 18:56 | 1:19:51.42  | —         |
| Medalha de prata  | 3          | Oceania 1  | AUS Ellie Salthouse AUS Michael Gosman NZL Maddie Dillon NZL Aaron Barclay                           | 20:36 19:07 21:11 19:01 | 1:19:55.23  | +0:03.81  |
| Medalha de bronze | 2          | Américas 1 | USA Kelly Whitley USA Kevin McDowell MEX Adriana Barraza ARG Lautaro Díaz                            | 20:22 18:29 21:44 19:23 | 1:19:58.88  | +0:07.46  |
| 4                 | 4          | Europa 2   | GER Marlene Gomez FRA Jeremy Obozil IRL Laura Casey CZE Lukas Kocar                                  | 20:53 19:47 21:54 19:37 | 1:22:11.38  | +2:19.96  |
| 5                 | 6          | Américas 2 | CAN Christine Ridenour MEX Luis Oliveros CHI Andrea Longueira ECU Juan Andrade                       | 20:21 18:47 23:07 20:15 | 1:22:30.15  | +2:38.73  |
| 6                 | 5          | Europa 3   | SLO Monika Orazem HUN Gabor Hanko ESP Anna Godoy GER Tobias Klesen                                   | 21:05 19:29 22:14 20:01 | 1:22:49.66  | +2:58.24  |
| 7                 | 7          | Europa 4   | SWE Annie Thoren BEL Thomas Jurgens GBR Elinor Thorogood GBR Andrew Hood                             | 21:11 19:08 22:04 20:31 | 1:22:54.12  | +3:02.70  |
| 8                 | 9          | Ásia 1     | JPN Yuka Sato KOR Lee Ji-Hong HKG Wai Sum Vincci Hui CHN Cheng Ru                                    | 20:16 20:06 22:19 20:39 | 1:23:20.88  | +3:29.46  |
| 9                 | 8          | Mundo 1    | CRO Sara Vilic NAM Abrahm Louw ZIM Andrea Brown RSA Wian Sullwald                                    | 21:23 19:07 23:11 19:56 | 1:23:37.79  | +3:46.37  |
| 10                | 10         | Europa 5   | BEL Charlotte Deldaele UKR Andriy Sirenko POR Raquel Mafra Rocha ESP Diego Paz                       | 20:48 19:26 23:05 20:30 | 1:23:49.96  | +3:58.54  |
| 11                | 11         | Américas 3 | ECU Jessica Piedra VEN Carlos Pérez CUB Leslie Amat Álvarez BRA Iuri Vinuto                          | 22:30 19:53 23:32 20:39 | 1:26:34.25  | +6:42.83  |
| 12                | 15         | Mundo 2    | SIN Wan Qi Clara Wong ITA Livio Molinari PUR Cristina Luizzet Betancourt de León ZIM Boyd Littleford | 22:55 19:36 23:40 21:23 | 1:27:34.96  | +7:43.54  |
| 13                | 12         | Ásia 2     | CHN Ma Mingxiu HKG Law Leong Tim KAZ Karolina Solovyova JPN Yuki Kubono                              | 22:55 20:43 23:54 20:08 | 1:27:40.62  | +7:49.20  |
| 14                | 14         | Américas 4 | VEN Andrea Arenas CRC Gabriel Zumbado COL Viviana González COL Andrés Díaz                           | 23:17 20:44 23:30 20:21 | 1:27:52.84  | +8:01.42  |
| 15                | 16         | Ásia 3     | MGL Enkhjargal Tuvshinjargal KAZ Kirill Uvarov THA Mattika Maneekaew SIN Scott Yiqiang Ang           | 25:14 21:02 25:50 22:22 | 1:34:28.69  | +14:37.27 |